# 倭文氏
倭文氏（しとりうじ、しどりうじ、しずりうじ）は、「倭文」を氏の名とする氏族。異表記は「委文」。

## 概要
織物を生産する部民である倭文部（しとりべ）を率いた伴造氏族。倭文とはシズオリの意で、アサやカジノキなどの繊維で文様を織り出した日本古来の織物。
中央の一族は連の姓（カバネ）であり、その中の主流の一族は天武天皇13年（684年）に宿禰姓を賜った。地方の伴造には、連、臣、首などの姓がある。
『新撰姓氏録』（815年）によると、大和国と河内国に委文宿禰、摂津国に委文連の三氏を掲げている。出自としては、「大和国神別（天神）」の項に「委文宿禰　出自神魂命之後大味宿禰也」とあり、また「摂津国神別（天神）」の項に「委文連　角凝魂命男伊佐布魂命之後也」とある。
機織の神である天羽槌雄神を祖神として奉斎し、全国に倭文神社が残る。